# Drapeau de Salt Lake City
Le drapeau de Salt Lake City est le drapeau officiel de la ville de Salt Lake City dans l'État de l'Utah, aux États-Unis. Il se compose de deux bandes horizontales dont l'une bleue et l'autre blanche avec un lys sego dans le canton. Il a été adopté en 2020 après un concours à l'échelle de la ville pour remplacer un drapeau précédent.

## Drapeaux historiques
| Drapeau historique | Durée       | Description                                                                                            |
| ------------------ | ----------- | --- |
|                    | 1969–2006   | Un fond blanc avec une représentation artistique de Salt Lake City au centre.                          |
|                    | 2006–2020   | Un bicolore vert foncé et bleu avec une représentation artistique moderne de Salt Lake City au centre. |
|                    | Depuis 2020 | Un bicolore bleu et blanc avec un lys blanc dans le coin supérieur gauche.                             |

## Conception de 1854

Reconstitution du drapeau hissé dans la ville le 24 juillet 1849.

Le premier drapeau de la ville a été fabriqué en 1854 et décrit ainsi : « …élégante bannière de cette ville sur laquelle est inscrit : Municipality, Order, Justice, G.S.L. city ».

## Conception de 1963
Le premier drapeau municipal adopté a été conçu en 1963 par J. Rulon Hales, le gagnant d'un concours organisé par le Deseret News. La première version du drapeau a été réalisée par des étudiants en art de Highland High School (en) et officiellement adoptée le 13 novembre 1969. Il comprenait des mouettes, des pionniers, un chariot couvert et le soleil se levant sur la chaîne Wasatch au milieu d'un fond blanc. Le centre avait la forme générale d'une ruche, symbole de l'industrie et lié à la fondation de Salt Lake City et à son héritage mormon.

## Conception de 2006
La deuxième conception du drapeau a été approuvée le 4 octobre 2006 par le conseil municipal de Salt Lake City. Rocky Anderson, maire de Salt Lake City à l'époque, avait organisé un concours en 2004 pour redessiner le drapeau. Anderson a fait valoir que « l'ancien drapeau était trop exclusif et entièrement axé sur l'héritage mormon de la ville ».
Le concours, qui a reçu plus de 50 candidatures, n'a produit aucun design qui, selon le conseil municipal, avait les « visuels symboliques qui pourraient être associés à Salt Lake City ». Ils ont ensuite formé un sous-comité pour travailler avec le bureau du maire afin de créer de nouveaux modèles pour le drapeau Le modèle final a été approuvé par une marge de 4 contre 2.

## Conception de 2020
En mai 2020, la municipalité a lancé un concours de deux mois pour redessiner le drapeau, avec un prix de 3 000 $ pour le gagnant. La ville a reçu plus de 600 candidatures, dont huit finalistes ont été sélectionnés en juillet par le comité d'examen de la conception du drapeau pour examen public,,. Le dessin gagnant, annoncé en septembre 2020, a été créé grâce à la fusion de deux finalistes créés par Arianna Meinking et Elio Kennedy-Yoon de la West High School. Le dessin représente un lys sego, la fleur de l'État de l'Utah, dans le canton au milieu de bandes horizontales dont l'une bleue et l'autre blanche. Il a été envoyé au conseil municipal pour examen avec l'aval du maire Erin Mendenhall et adopté le 6 octobre 2020,.

## Nouveaux drapeaux de 2025

Le Sego Celebration Flag

Le Sego Belonging Flag

Le Sego Visibility Flag

En mai 2025, la municipalité a officiellement adopté trois nouveaux drapeaux :
- le Sego Celebration Flag, basé sur le Juneteenth flag ;
- le Sego Belonging Flag, basé sur le Progress Pride flag ;
- le Sego Visibility Flag, basé sur le drapeau de la fierté transgenre.

Chaque drapeau est identique à ceux dont ils s’inspirent, mais avec la fleur de lys du drapeau de la ville dans le coin en haut à gauche. Ces drapeaux ont été adoptés en réponse à une nouvelle loi de l’état qui interdit l’affichage des drapeaux en question.